# Polycom
Polycom — компания производитель систем аудио, видео конференцсвязи и инфраструктурных средств, в том числе для документирования сеансов конференцсвязи, средств для организации конференцсвязи с очень большим количеством активных участников; оборудования, расширяющего традиционные возможности видеоконференцсвязи.
В марте 2018 года было объявлено о покупке Polycom компанией Plantronics.
В августе 2022 года стала частью компании Hewlett-Packard.

## История
Компания Polycom Inc. была основана Брайаном Хинменом (Brian Hinman) и Джеффом Родменом (Jeff Rodman) в 1990 году для производства устройств аудиоконференций. До 1992 года компания Polycom занималась исследованиями и разработкой, после чего начала поставлять на рынок первый продукт SoundStation.
В 1998 году приобретается компания Via Video и создается направление, возглавляемое Крейгом Маллой, отвечающее за видеоконференции. В 1999 год покупается Atlas Communication Engines. В 2000 году приобретается Accorden Networks. Также были приобретены компании Circa Communications, PictureTel, ASPI Digital, MeetU, VCAS software у AGT, Voyant Technologies, DST Media. В 2007 году приобретается компания Destiny Conferencing, после чего Polycom становится производителем оборудования телеприсутствия.
В 2008 году на рынке терминальных решений в Европе, на Ближнем востоке и в Африке доля компании Polycom составляла 35,2 % (второе место на рынке). На первом месте находилась компания Tandberg (39,6 %), а на третьем — Sony (5 %).
В 2017 году выручка Polycom составила 1,1 миллиарда долларов. 28 марта 2018 г. Plantronics объявила о приобретении Polycom примерно за 2 миллиарда долларов. 27 декабря 2018 г. Plantronics согласилась выплатить 36 миллионов долларов для урегулирования расследования о взяточничестве, связанного с Polycom. Министерство юстиции США отказалось возбуждать уголовное дело за неправомерные действия, предположительно имевшие место в период с 2006 по 2014 год, сославшись на добровольное раскрытие информации компанией Polycom.
В 2019 году компания была переименована в Poly.

## Продукция
Компания Polycom Inc — один из мировых лидеров в индустрии систем аудио- и видеоконференцсвязи. В спектре оборудования, производимого компанией — оконечные устройства аудио- и видеоконференцсвязи, программное обеспечение, оборудование многоточечных конференций. Она выпускает оборудование под несколькими торговыми марками:
- Серия HDX — системы телеприсутствия и видеоконференцсвязи высокого разрешения (High Definition).
- Серия VSX — терминальное оборудование видеоконференцсвязи для залов и переговорных комнат. (снято с производства)
- ReadiSeries, RMX — сетевое оборудование для организации и записи многоточечных видеоконференций (MCU).
- Global Management System, WebCommander, PathNavigator — программное обеспечение для управления и организации аудио и видеоконференций.
- SoundStation, SoundPoint — конференц-телефоны для проведения аудиоконференций (в частности, для работы в IP-сетях).
- Polycom WebOffice

В настоящее время Polycom является одним из признанных лидеров на рынке терминального и сетевого оборудования аудио- и видеоконференцсвязи.
Оборудование Polycom используется государственными и военными структурами многих стран мира. В частности, телефон Polycom VVX 411, поддерживающий технологию голосовой связи VoIP, используется генеральным секретарём НАТО для осуществления звонков и видеосвязи с коллегами. К используемому экземпляру прилагается устройство HL10 Handset Lifter производства Plantronics, позволяющее поднимать трубку и отвечать на звонки с помощью беспроводной гарнитуры.